# Ursvikens kyrka
Ursvikens kyrka är en kyrkobyggnad i Yttre Ursviken i Skellefteå kommun i Västerbottens län. Den tillhör Skellefteå Sankt Örjans församling i Luleå stift inom Svenska kyrkan.

## Kyrkobyggnaden
Ursvikens kyrka uppfördes som ett sjömanskapell efter ritningar av arkitekt C. Eriksson; byggmästare var Lars Vikström. Kyrkan invigdes den 3 november 1912 och har sedan dess genomgått flera genomgripande ombyggnationer och renoveringar. Till en början bestod den av ett treskeppigt kyrkorum och en tillbyggnad som inrymde ett kök, ett läsrum for sjömän, en vaktmästarbostad och ett utrymme för förrättningar, såsom dop. Tillbyggnaden revs åren 1979–1980 och ersattes av en församlingsbyggnad ritad av Bo Tjärnström. En stor renovering genomfördes åren 1951–1952 då en sakristia och ett vapenhus byggdes till.

## Inventarier
- Altartavlan i form av en triptyk, utförd av Torsten Nordberg, anskaffades 1951.
- Brudkronan i förgyllt silver anskaffades 1951.
- Klockan, tillverkad av K.G. Bergholtz & Co i Stockholm, togs i bruk 27 juli 1925. Den är placerad i en klockbock som uppfördes väster om själva kyrkobyggnaden i samband med 1950-talets renovering.
- Orgeln med sjutton stämmor byggdes av Grönlunds Orgelbyggeri 1960.
- Votivskeppen är två till antal. Det ena gjordes av Georg Lindberg från Ursviken 1961 och det andra av Viktor Andersson från Åland 1972.